# Euptychognathus bathyrhynchus
Euptychognathus bathyrhynchus è un terapside estinto, appartenente ai dicinodonti. Visse nel Permiano superiore (circa 259 - 254 milioni di anni fa) e i suoi resti fossili sono stati ritrovati in Tanzania.

## Descrizione
Questo animale era di taglia media se rapportato agli altri dicinodonti del Permiano: il cranio misurava circa 30 centimetri, e si suppone che l'animale intero potesse raggiungere il metro di lunghezza. Euptychognathus doveva essere piuttosto simile al ben noto Dicynodon, e come quest'ultimo possedeva un becco corneo simile a quello delle tartarughe e due denti superiori a forma di canini. Tuttavia, Euptychognathus possedeva alcune caratteristiche uniche (autapomorfie) che lo distinguevano da ogni altro dicinodonte noto: era presente una cresta arcuata che attraversava il muso situata tra i notevoli ispessimenti ossei prefrontali, mentre la parte premascellare del palato era molto corta e terminante in una struttura smussata e arrotondata, separata dal resto del palato tramite un'insenatura distinta nell'anello palatale anteriore ai processi caniniformi. Altre caratteristiche di Euptychognathus sono il muso molto alto, dal profilo distintamente biplanare con una rottura tra i nasali e i frontali, e la barra intertemporale molto corta e stretta. 

## Classificazione
Euptychognathus è considerato un membro derivato dei dicinodonti, il grande gruppo di terapsidi molto diversificato che si diffuse ampiamente tra il Permiano e il Triassico. In particolare, alcune caratteristiche craniche di Euptychognathus sembrerebbero preannunciare il genere Lystrosaurus, uno dei pochissimi dicinodonti a sopravvivere all'estinzione di massa del Permiano-Triassico. Uno studio del 2011 indica quindi Euptychognathus come un membro ancestrale dei Lystrosauridae. 
I primi fossili di questo animale vennero ritrovati nel bacino di Ruhuhu nei pressi di Kingori in Tanzania, e vennero descritti da Friedrich von Huene nel 1942 come una nuova specie del genere Dicynodon (D. bathyrhynchus). Solo nel 2011 una revisione completa delle specie attribuite a Dicynodon permise di riconoscere le peculiarità di questa specie, e di attribuirla a un genere a sé stante (Euptychognathus) affine a Lystrosaurus e all'analogo Kwazulusaurus (Kammerer et al., 2011).